# Trigonomima fuscopoda
Trigonomima fuscopoda är en tvåvingeart som beskrevs av Joseph och Parui 1981. Trigonomima fuscopoda ingår i släktet Trigonomima och familjen rovflugor. Inga underarter finns listade i Catalogue of Life.